# Ghetto Romantik
Ghetto Romantik – jest drugim mixtape niemieckiego rapera B-Tight. Album promował niskobudżetowy klip Keiner kann was machen.

## Lista utworów
1. So wie wir feat. DeinEltan
2. Prestige feat. Fuhrmann & Bendt
3. Keiner kann was machen feat. Aggrostarz
4. Das wahre Leben feat. Automatikk
5. Hardcore feat. MOK
6. Halbneger feat. She Raw
7. Ich seh was feat. Greckoe
8. Nazis? feat. Joe Rilla
9. Es is wies is feat. Afro Hesse
10. Sommer feat. Chuky & Frauenarzt
11. Ich bin versaut
12. Alle grölen feat. Orgi 69
13. Russenparty feat. Seryoga & St1m
14. Hure feat. Smoky & Frauenarzt
15. IIIIIHHHHH!!!!! feat. Kaisa
16. Ghettoliebe feat. Shizoe
17. Nix zu verlieren feat. Grüne Medizin
18. Ghettoleute feat. MC Bogy & Problemkind
19. Ich und du feat. Harris
20. Ghetto Romantik